# A Mili
A Mili, nom de scène de Milaisa Breeveld (Paramaribo, 10 juillet 1990), est une chanteuse surinamaise. Au niveau national, deux de ses singles ont atteint les palmarès, Omin lobi (2014) et Geblinddoekt (2015). Aux Pays-Bas elle a remporté le premier prix à l'Open Podium Twente en 2018 et plus tard dans l'année le prix du public de Popronde dans le Melkweg à Amsterdam. Dans le Concours Eurovision de la Chanson de 2021, elle chantait dans l'interprétation de Birth of a New Age de Jeangu Macrooy.

## Biographie

### Enfance
Milaisa Breeveld est née en 1990 à Paramaribo et est une fille du professeur de sciences politiques Hans Breeveld. D'autres membres de la famille sont des Surinamais bien connus, comme sa tante Lucia (pasteur) et ses oncles Borger (acteur et cinéaste), Carl (théologien et homme politique) et Clarence (chanteur et guitariste).
Elle chante depuis l'âge de quatre ans, à la fois seule et avec son père des spirituals et blues. Sous son influence, elle a commencé des études d'économie d'entreprise à l'Université du Suriname. Selon lui, la musique n'était pas un avenir solide et elle a donc suivi son credo stabilité, chance et sagesse,.

### Début musical
Entre-temps, elle a chanté avec divers artistes. En 2012 elle est allée pour un projet d'échange musical de deux semaines aux Pays-Bas, Artist On The Rise, avec le chanteur de reggae Jahsenye (Vernon Delano) et MC Olu Abena,. Aux Pays-Bas, elle a entendu le mot «conservatoire» pour la première fois et quand elle en a parlé à son père, il a dit: «il y en a une ici aussi». Elle a décidé de suivre son cœur en interrompant ses études d'économie d'entreprise et en commençant au conservatoire du Suriname, avec une spécialisation en chant.
En 2013, elle a écrit et chanté la chanson promotionnelle pour les élections au Parlement National de la Jeunesse avec Enver Panka et Garry Payton.Pendant ce temps, elle a également chanté dans un groupe, fait des jingles, et sorti quelques tubes qui ont atteint les palmarès: Omin lobi (2014) et Geblinddoekt (2015),.
Lors d'une tournée, elle a été surnommée A Mili par l'artiste de dancehall Turbulence. Parce qu'en tant que Breeveld elle devait veiller sur son nom de famille et quand A Mili a le sentiment qu'elle peut être elle-même plus sur scène, elle a décidé de continuer sous ce nom de scène. En tant qu'abréviation de son prénom, elle s'appelait aussi Mili auparavant. En Sranan cela signifie mille, dont elle disait: «Quand je viendrai, je viendrai comme mille hommes».

### Aux Pays-Bas
À la mi-2015, elle a décidé de passer aux Pays-Bas et a été admis à la Popacademie d'Enschede. Dans le même temps, Jeangu Macrooy  a fait le passage du Paramaribo à Enschede. Ici, ils travaillent ensemble musicalement.
En 2016, elle a pris la troisième place à l'Open Podium Twente et en mai 2018, elle a de nouveau participé à ce concours de talents. Cette fois, elle a remporté le premier prix,réalisant l'un de ses rêves. Cette année, elle a également réussi à se chanter devant une salle comble pendant le Booster Festival, un festival d'observateurs musicales importants dans l'est des Pays-Bas. Puis en novembre 2018, elle a remporté le prix du public de Popronde dans le Melkweg à Amsterdam. Début 2019, elle a sorti son premier single aux Pays-Bas, intitulé Alleen. Son deuxième single, Kom eraan, a suivi en août avec M. Weazley.
Au fil des années, elle a continué à collaborer avec Jeangu Macrooy, y compris depuis 2016 son frère Xillan Macrooy en tant que choristes. En 2021, ils chantaient dans la représentation de Jeangu Macrooy au Concours Eurovision de la Chanson à Ahoy Rotterdam, avec de la danse de Gil The Grid. Ici, ils interprétaient la chanson Birth of a New Age dans la finale du 22 mai.